# Granate (mineral)

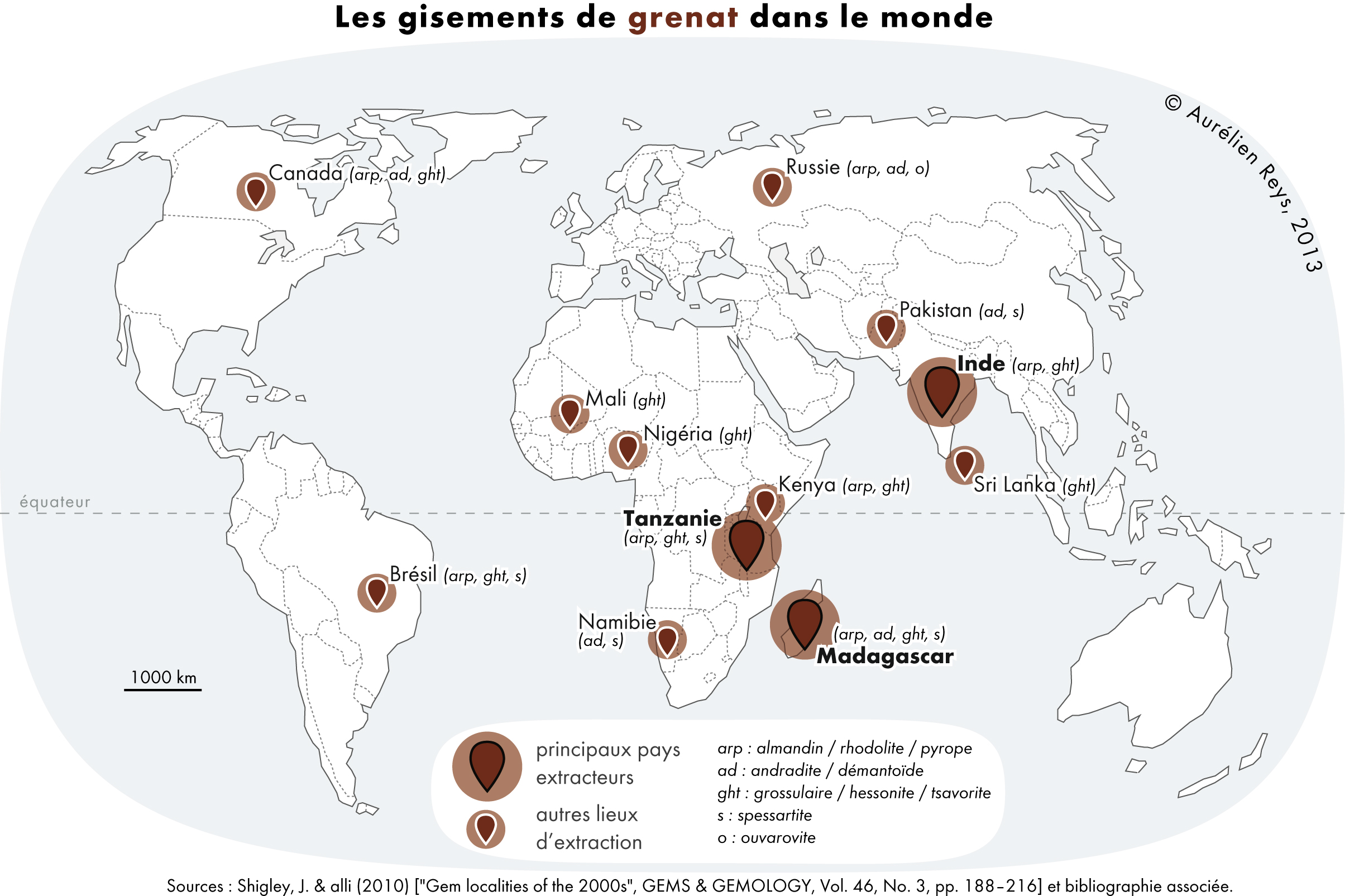
Principales países productores de granates

Los granates son un grupo de silicatos que han sido usados desde la edad de bronce como piedra preciosa y abrasivo. Su nombre procede del latín granatum, y hace referencia al aspecto y color de algunos de ellos, semejantes a los granos de la fruta conocida como granada (Punica granatum). La química de los granates es muy compleja. Se considera la existencia de series de composiciones químicas intermedias entre unos extremos que son los que se consideran especies propiamente. Un ejemplar dado recibe el nombre de la especie dominante, o, si esta no se conoce con seguridad, de la serie. Así, podemos tener grosularia, andradita o un granate de la serie grosularia-andradita.

## Propiedades físicas

### Propiedades
Las diferentes especies de granates se encuentran en gran variedad de colores, incluyendo rojo, naranja, amarillo, verde, púrpura, marrón, negro, rosado e incluso casi incoloro. Prácticamente todos los colores, excepto el azul; aunque las más apreciadas en joyería son de color granate (rojo oscuro). Las propiedades de transmisión de luz de los granates hace que algunos puedan usarse como gemas. El brillo de los granates puede ser vítreo o resinoso. Debido a que la composición química de los granates varía, los enlaces atómicos en algunas especies son más fuertes que en otras. Como resultado, este grupo de minerales presenta un rango de dureza que va desde 6,5 a 7,5 aproximadamente. Las especies más duras, como el almandino, son a menudo utilizadas como abrasivos.

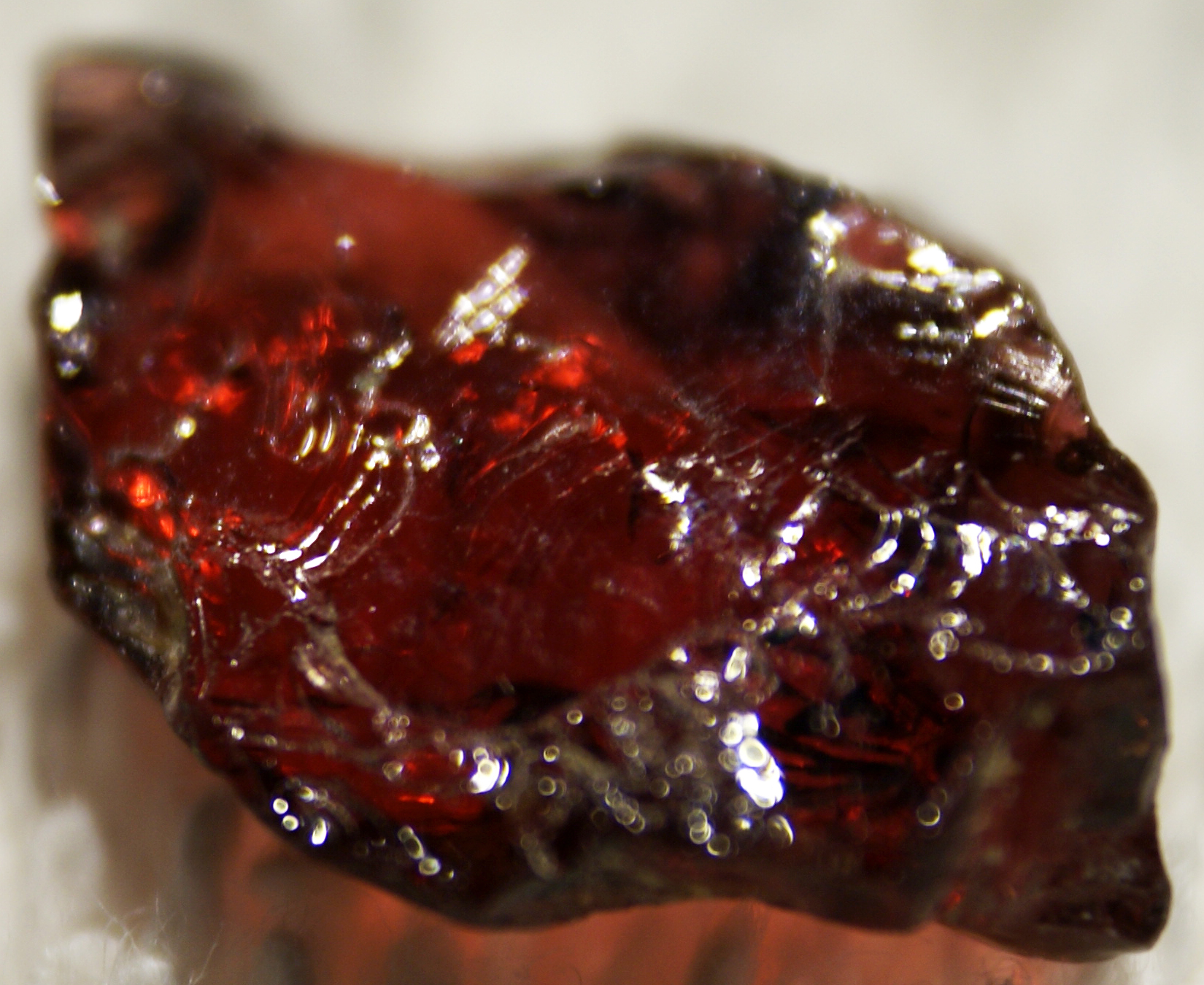
Una muestra de granate color rojo intenso.

### Estructura cristalina

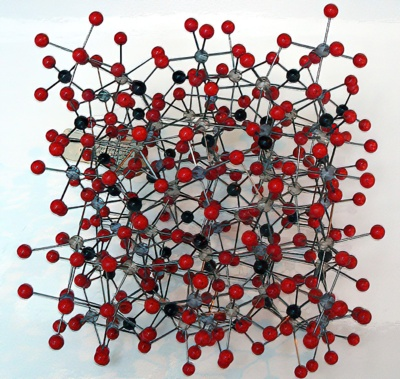
Estructura cristalina de los granates.

Los granates son nesosilicatos que tienen una fórmula general X3Y2(Si O4)3. El lugar X es usado usualmente por cationes divalentes como (Ca2+, Mg2+, Fe2+) y el Y por cationes trivalentes com (Al3+, Fe3+, Cr3+) en una estructura octaedral/tetraedral con [SiO4]4− ocupando el tetraedro. Los granates frecuentemente se encuentran cristalizados en dodecaedros, pero también se los encuentra como trapezoedros (icositetraedro deltoidal). Cristalizan en el sistema cúbico, teniendo tres ejes de longitudes iguales y perpendiculares entre sí. Los granates no muestran exfoliación, por lo que su fractura es siempre irregular.

## Especies de granates
Según la IMA (Sociedad Mineralógica Internacional), se consideran especies de granate a los siguientes términos extremos:
| Nombre          | Fórmula                              | Sistema cristalográfico | Grupo puntual | Grupo espacial   |
| --------------- | ------------------------------------ | ----------------------- | ------------- | ---------------- |
| Almandino       | Fe2+3Al2(SiO4)3                      | isométrico              | m3m           | Ia3d             |
| Andradita       | Ca3Fe3+2(SiO4)3                      | isométrico              | m3m           | Ia3d             |
| Calderita       | Mn+23Fe+32(SiO4)3                    | isométrico              | m3m           | Ia3d             |
| Espesartina     | Mn2+3Al2(SiO4)3                      | isométrico              | m3m           | Ia3d             |
| Goldmanita      | Ca3V3+2(SiO4)3                       | isométrico              | m3m           | Ia3d             |
| Grosularia      | Ca3Al2(SiO4)3                        | isométrico              | m3m           | Ia3d             |
| Henritermierita | Ca3Mn3+2(SiO4)2(OH)4                 | tetragonal              | 4/mmm         | I41/acd          |
| Hibschita       | Ca3Al2(SiO4)(3-x)(OH)4x (x= 0.2–1.5) | isométrico              | m3m           | Ia3d             |
| Katoita         | Ca3Al2(SiO4)(3-x)(OH)4x (x= 1.5-3)   | isométrico              | m3m           | Ia3d             |
| Kerimasita      | Ca3Zr2(Fe+3O4)2(SiO4)                | isométrico              | m3m           | Ia3d             |
| Kimzeyita       | Ca3Zr2(Al+3O4)2(SiO4)                | isométrico              | m3m           | Ia3d             |
| Knorringita     | Mg3Cr2(SiO4)3                        | isométrico              | m3m           | Ia3d             |
| Majorita        | Mg3(Fe2+Si)(SiO4)3                   | tetragonal              | 4/m or 4/mmm  | I41/a or I41/acd |
| Menzerita-(Y)   | Y2CaMg2(SiO4)3                       | isométrico              | m3m           | Ia3d             |
| Momoiita        | Mn2+3V3+2(SiO4)3                     | isométrico              | m3m           | Ia3d             |
| Morimotoita     | Ca3(Fe2+Ti4+)(SiO4)3                 | isométrico              | m3m           | Ia3d             |
| Piropo          | Mg3Al2(SiO4)3                        | isométrico              | m3m           | Ia3d             |
| Schorlomita     | Ca3Ti4+2(Fe3+O4)2(SiO4)              | isométrico              | m3m           | Ia3d             |
| Toturita        | Ca3Sn2(Fe3+O4)2(SiO4)                | isométrico              | m3m           | Ia3d             |
| Uvarovita       | Ca3Cr2(SiO4)3                        | isométrico              | m3m           | Ia3d             |

De entre ellos, los más abundantes, y los que pueden observarse en colecciones y museos son:
| Nombre del mineral | Color                                             | Fórmula química | Muestra |
| ------------------ | ------------------------------------------------- | --------------- | ------- |
| Piropo             | de color vino tinto a rojo sangre                 | Mg3Al2[SiO4]3   |         |
| Almandino          | dorado                                            | Fe3Al2(SiO4)3   |         |
| Espesartina        | entre ámbar y ladrillo                            | Mn3Al2[SiO4] 3  |         |
| Grosularia         | amarillo terroso. Variantes: hesonita y tsavorita | Ca3Al2(SiO4)3   |         |
| Uvarovita          | de color verde                                    | Ca3Cr2[SiO4]3   |         |
| Andradita          | de color amarillo o azul oscuro                   | Ca3Fe2(SiO4)3   |         |
Estos seis granates puros tienen entre ellos series de solución sólida sustituyendo gradualmente unos metales por otros, lo que produce los numerosos minerales de este grupo, que aparecen con cierta frecuencia en los yacimientos geológicos, como son:
| Calderita   | amarillo oscuro o amarillo-rojizo                | (Mn, Ca)3(Fe, Al)2(SiO4)3     |
| Goldmanita  | de color verde-pardo                             | Ca3(V, Al, Fe)2(SiO4)3        |
| Hibschita   | de un pardo casi incoloro                        | Ca3Al2[(OH)6-1/(SiO4)1.5-2.5] |
| Katoíta     | incolora a blanco lechoso                        | Ca3Al2[(OH)8-6/(SiO4)1-1.5]   |
| Kimzeyita   | color pardo negruzco                             | Ca3(Zr, Ti)2[(Si, Al, Fe)O4]3 |
| Knorringita | verde azulado                                    | Mg3Cr2[SiO4]3                 |
| Majorita    | pardo amarillento, con una variante rojo púrpura | Mg3(Fe, Si, Al)2[SiO4]3       |
| Morimotoíta | color negro                                      | Ca3(Ti, Fe)2[(Si, Fe)O4]3     |

## Importancia geológica de los granates

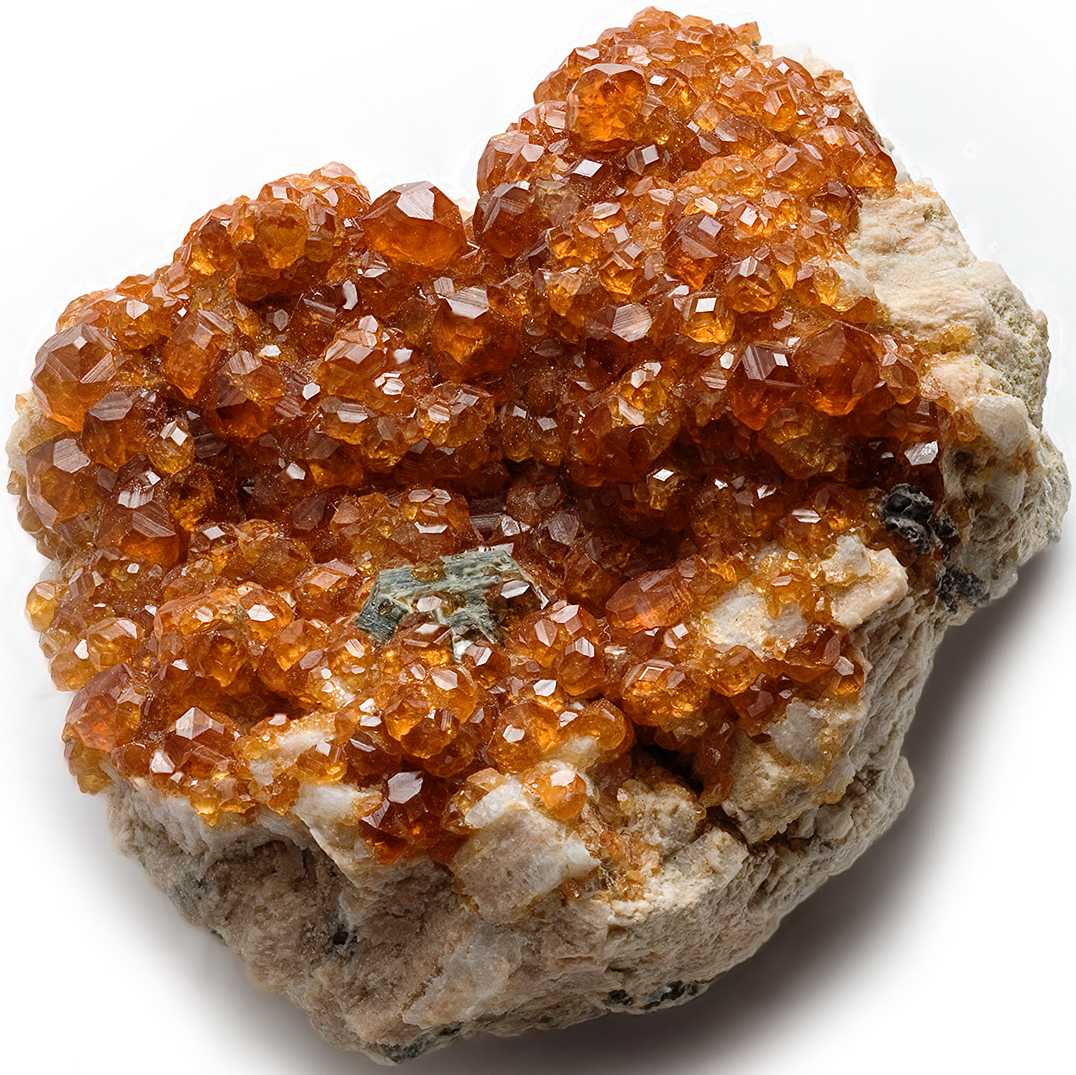
Granate var. espesartina, ciudad de Putian, Prefectura de Putian, Provincia de Fujian, China

Los granates son minerales claves para interpretar la génesis de varias rocas ígneas y metamórficas mediante la geotermobarometría. La difusión de elementos es relativamente lenta en los granates comparado con muchos otros minerales, y los granates son también relativamente resistentes a la alteración. Entonces, los granates individuales comúnmente preservan la zonación composicional que es usada para interpretar el tiempo y la temperatura en la que crecieron. Los granos de granate que tienen falta de zonación composicional comúnmente se les interpreta una homogeneización por difusión, lo cual tiene implicaciones en el historial de tiempo y temperatura de la roca matriz.

## Uso de los granates
Los granates transparentes y de colores intensos se  utilizan como piedra semipreciosa, de valor intermedio, en algunos casos reciben nombres específicos. El "demantoide" es una variedad de andradita de color verde, y es especialmente apreciado. También es utilizado como gema el granate piropo, conocido desde hace muchos siglos en Bohemia, y los ejemplares transparentes de almandino. 
Los granates se utilizan como abrasivo, dado que son más duros y tenaces que el cuarzo. 